# 第二次神聖戦争
第二次神聖戦争（だいにじしんせいせんそう、ギリシア語: Δεύτερος ιερός πόλεμος、紀元前449年-紀元前448年）はデルフォイをめぐって争われた二度目の神聖戦争である。第二次神聖戦争は第一次ペロポネソス戦争の一部でもあり、また神聖戦争のうちで期間の最も短く、大事にならなかったものである。
ギリシアでも有数の神託所を持つデルフォイの併合をかねて狙っていたフォキス人がデルフォイの神殿を占領したことがこの戦争の原因である。これに介入したスパルタはデルフォイへと軍を進め、デルフォイの神殿を占領してデルフォイ人に返した。これに対し、アテナイの政治家ペリクレスはスパルタ軍が去るやすぐに軍を率いてデルフォイを再占領し、フォキス人に渡した。

## 註
1. ↑  トゥキュディデス, I. 112
2. ↑  プルタルコス, 「ペリクレス伝」, 21